# Castillo de Arenas

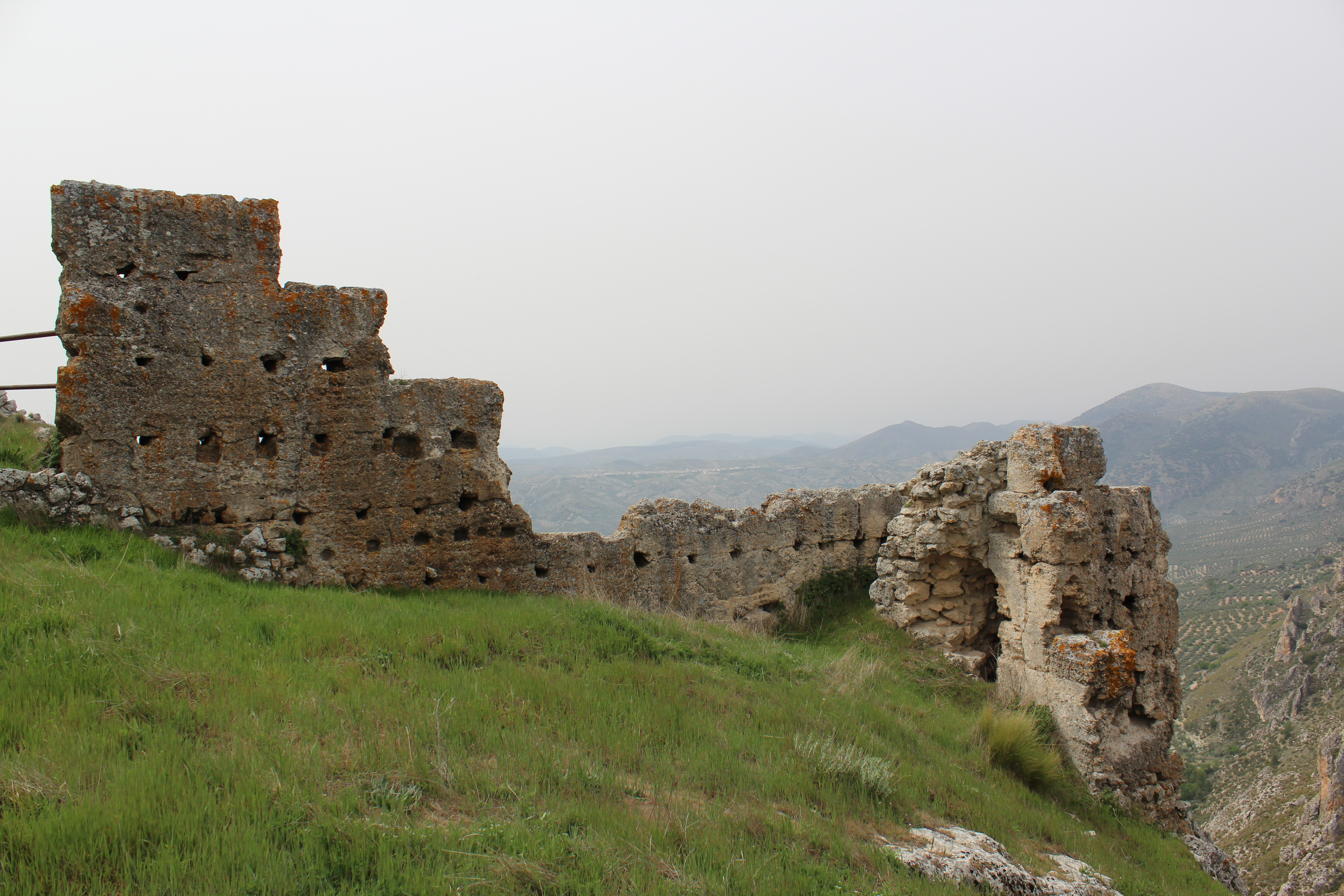
Muros de tapial de origen almohade

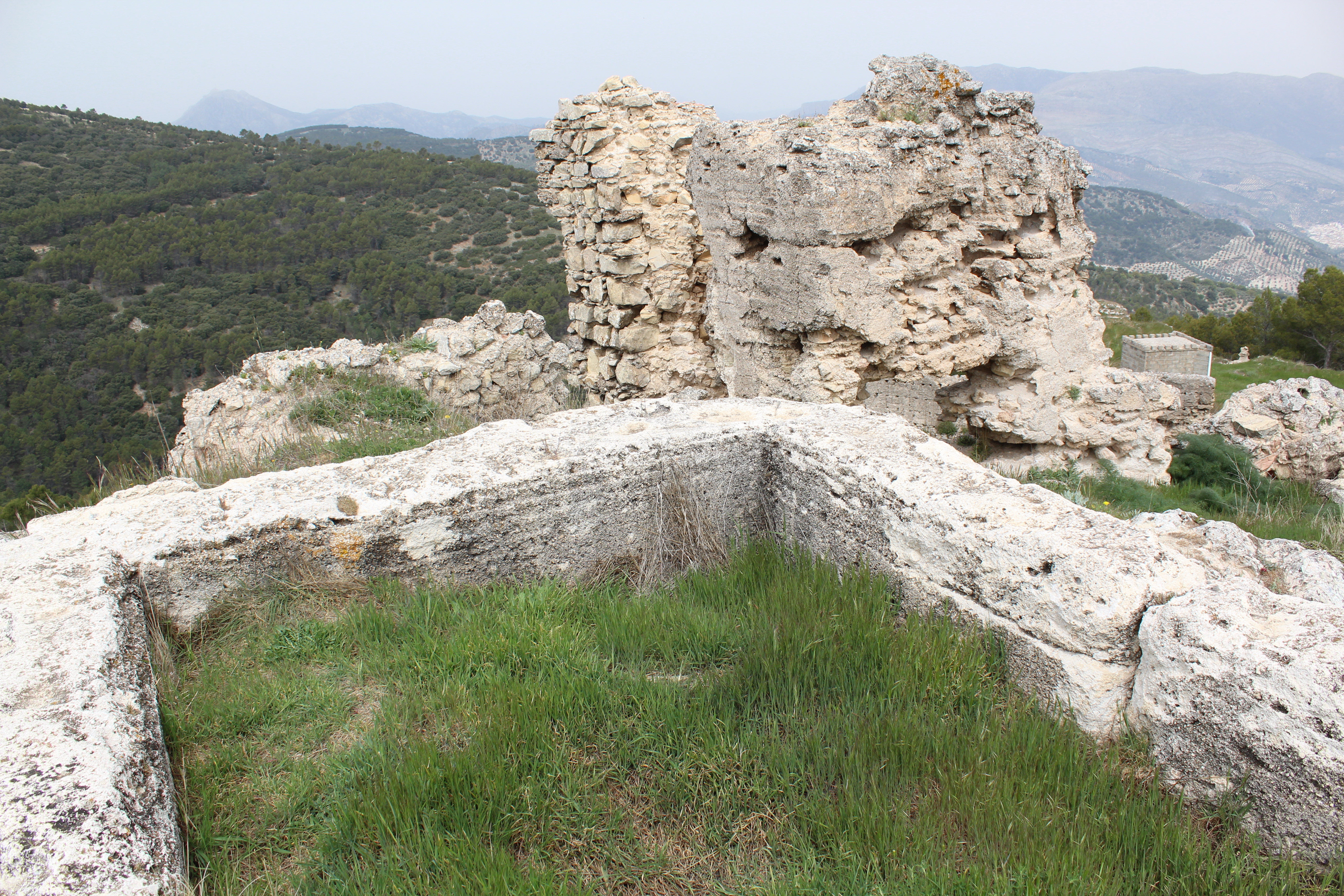
Aljibe y torre en el recinto superior, de época nazarí

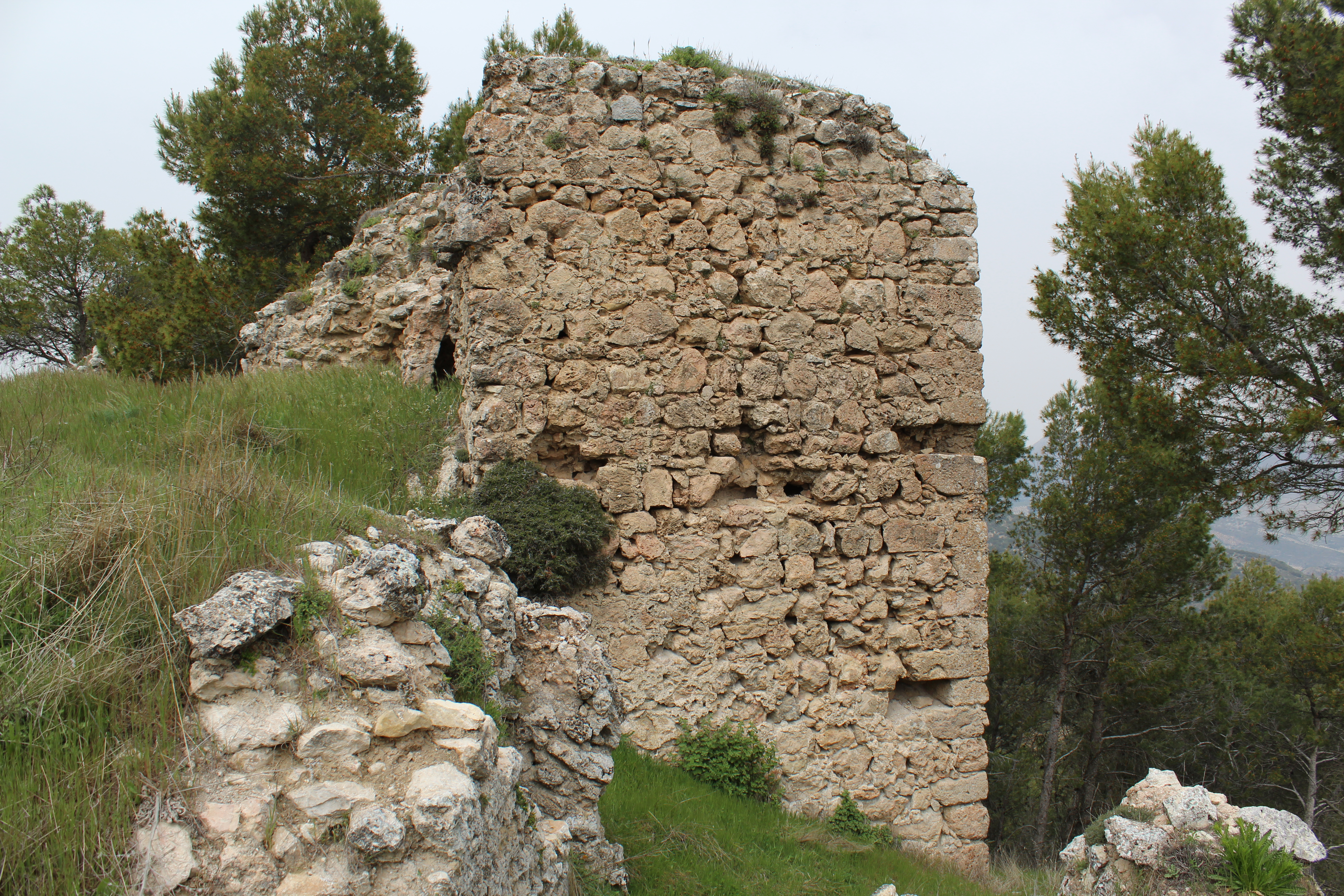
Detalle de una de las torres poligonales del recinto exterior, de origen castellano

El castillo de Arenas se encuentra en el término municipal de Campillo de Arenas, provincia de Jaén. Se edificó sobre el siglo XIV, conservando estructuras del siglo IX al XI. Se asienta sobre el Cerro del Castillo de Puerta Arenas, en la Sierra de Alta Coloma, entre Granada y Jaén. El Portillo del río Campillo es el único paso practicable para atravesar esta sierra.

## Descripción
La fortaleza se alza sobre una plataforma en forma de "L", cuyo brazo mayor tiene una orientación Sur-Norte y el menor Oeste-Este. Los extremos son dos promontorios defendidos por tajos del terreno.
En el extremo Oeste del "brazo menor" se encuentra las estructuras más antiguas, probablemente de los siglos IX al XI. Se trataría de un recinto irregular formado por muros de tapial con gran cantidad de cal, de apenas 60 centímetros y sólo visibles en algunos puntos. Una línea de rebajes a modo de cajas para encajar vigas, podría indicar su función como apoyo para estructuras de madera. Situado en una zona de muy difícil acceso, parece tratarse de un refugio para la población.
Por su parte, los muros y torres conservadas de tapial con cantos son almohades, pero la mayor parte de la fortaleza se edificó entre los siglos XIV y XV, reorganizándose todo el espacio en tres recintos:
-El recinto exterior, circunda el cerro por los lados Este, Sur y una pequeña porción del sector Oeste, donde se conserva una línea de murallas y tres torres de planta poligonal, construidas, tal vez por los castellanos, en mampostería y sillares encadenados en las esquinas. Aún es visible la puerta de acceso, que estaba formada por un pasillo amurallado con disposición en zig-zag. Esta muralla engloba los antiguos muros de tapial.
- El segundo recinto, es independiente del anterior, y tendría como función crear un foso entre la muralla exterior y él mismo. En la actualidad, el foso es de difícil acceso por los derrumbes.
- El recinto superior está situado a mayor altura y en el extremo Sur. Hay en él dos grandes aljibes que han perdido su cerramiento. Quedan muros de otro edificio y una gran torre en el lado Oeste, restaurada, probablemente en época nazarí, con mampostería. Junto a ella estuvo la puerta de acceso.
Dentro del recinto se ha construido una capilla con bloques de hormigón, cerrada con reja de hierro que rompe con el conjunto amurallado.

## Historia
Parece que el Castillo de Arenas fue tempranamente conquistado por los castellanos, en la primera mitad de siglo XIII, formando parte del alfoz de Jaén, hasta que pasó a poder de los nazaríes, ya en la segunda mitad de este siglo. Su importancia radicaba en su localización en la Sierra de Alta Coloma, desde donde custodiaba los caminos más directos entre los reinos de Jaén y Granada: el paso del río Guadalbullón y el del río Quiebrajano, ambos apenas unos angostos pasillos.
En las capitulaciones que sellaban la rendición de Jaén y su paso a manos castellanas de 1246, se estipulaba que el castillo de Arenas quedaba bajo control granadino. Entre esta fortaleza y los castillos más avanzados de Castilla (Pegalajar y La Guardia), quedaban unos 30 kilómetros de territorio que permanecerían durante toda la Baja Edad Media como Tierra de Nadie.
También cubría la retaguardia de los castillos de Cambil y Alhabar, siendo, por tanto, la llave occidental de Sierra Mágina, por lo que musulmanes y cristianos se lo disputaron continuamente. Aun así, permaneció en poder de los granadinos casi todo el tiempo.
En 1280, Alfonso X, con ayuda del Infante D. Sancho, llevará a cabo una acción punitiva contra la Vega de Granada, que repitió un año más tarde, apoyado por los benimerines, y llegando a sitiar Granada. Muhammad II llegó a un acuerdo con el castellano, por el que el Castillo de Arenas pasó a su poder. Pero el dominio cristiano de la fortaleza duró poco, pues en 1282, el Infante D. Sancho lo cede a Muhammad II a cambio de su ayuda frente a su padre, en las llamadas "Vísperas de Priego". Según las crónicas de este rey, en 1315 fue reconquistado por D. Pedro, para caer de nuevo en manos musulmanas en 1319, después de la Batalla de Elvira.
En los años 30 del siglo XV, los castellanos consiguieron dominar los pasos del Guadalbullón y del Jandulilla, pero las acciones de Muhammad IX y Muhammad X emprendidas en 1446, devolvieron el Castillo de Arenas, y por tanto, el control del paso del Guadalbullón, a poder granadino.
Hasta su conquista definitiva en 1486, el Condestable de Castilla, Don Miguel Lucas de Iranzo, llevará a cabo varios intentos de conquistar la fortaleza. En abril de 1462, una vez acabadas las treguas de Enrique IV con Granada, llegó hasta el mismo castillo, donde sus tropas quemaron dos de las cinco puertas que poseía. En noviembre del mismo año, fueron rechazados de nuevo, al igual que en la expedición de septiembre de 1463, al mando de Juan de Navarrete, quien repitió el ataque en noviembre. El último intento, en 1471, fue de mayor envergadura, pero Arenas recibió refuerzos del rey de Granada.
Hubo otras acciones aisladas, como la del Maestre de Calatrava, a quien Fernando el Católico envió con la orden de devolver lo robado y apoderarse de bienes en compensación por lo no devuelto. En 1485, Fernando el Católico emprende la conquista de la zona Norte del Reino de Granada. La conquista de Cambil y Alhabar el 22 de septiembre, produjo la caída de todo el sector fronterizo de Sierra Mágina. Unos días después, los musulmanes entregan y abandonan sin resistencia el Castillo de Arenas, junto con los de Píñar, Iznalloz y Montejícar.
Tras la conquista de Granada, se produjo un reajuste de las tierras de la frontera. Jaén se apoderó de Cambil y Alhabar, y funda, bien entrado el siglo XVI, las poblaciones de Campillo de Arenas (al sur del castillo) y Valdepeñas de Jaén, por lo que el castillo quedó también incluido en el término del Concejo jiennense.